# 首南车辆段
首南车辆段，曾称姜山车辆段，是宁波轨道交通的一座车辆段，服务于宁波轨道交通3号线。首南庄车辆段位于鄞州区首南街道，地处宁波绕城高速公路、宁姜公路、高阳路以及明光路，接轨于3号线一期线路南端终点高塘桥站。
车辆段于2016年3月21日开工建设。

## 结构与功能
车辆段规划用地面积约15.87公顷，房屋总建筑面积约6.37万平方米，设有运用库、检修库、综合楼、运转综合楼、物资总库、材料棚、调机工程车库、混合变电所、洗车库、动调试验间、杂品库、公安派出所及门卫等14个建筑单体。